# فريد دي بالما
فيديريكو بالانا المعروف باسم المسرح فريد دي بالما (ولد في تورينو ، 3 نوفمبر 1989) هو مغني و مغني راب إيطالي.